# 7552 Sephton
7552 Sephton eller 1981 EB27 är en asteroid i huvudbältet som upptäcktes den 2 mars 1981 av den amerikanska astronomen Schelte J. Bus vid Siding Spring-observatoriet. Den är uppkallad efter Mark A. Sephton.
Den tillhör asteroidgruppen Astraea.